# Magnolia macklottii
Espèce
Statut de conservation UICN

 DD  : Données insuffisantes
Magnolia macklottii est une espèce de plantes à fleurs de la famille des Magnoliaceae. C'est un arbre trouvé en Asie.

## Description
C'est un arbre.

## Répartition et habitat
L'espèce est trouvée dans l'ouest de la Malésie : Bornéo, Java, Malaisie, Sumatra.
Elle pousse en milieu tropical humide.

## Liste des espèces et variétés
Selon World Checklist of Selected Plant Families (WCSP) (31 décembre 2013) :
- Magnolia macklottii (Korth.) Dandy (1927)
  - variété Magnolia macklottii var. beccariana (A.Agostini) Noot. (1987)
  - variété Magnolia macklottii var. macklottii

Selon NCBI (31 décembre 2013) :
- variété Magnolia macklottii var. beccariana

Selon The Plant List (31 décembre 2013) :
- variété Magnolia macklottii var. beccariana (A.Agostini) Noot.
- variété Magnolia macklottii var. macklottii

Selon Tropicos (31 décembre 2013) (Attention liste brute contenant possiblement des synonymes) :
- variété Magnolia macklottii var. beccariana (A. Agostini) Noot.
- variété Magnolia macklottii var. macklottii